# Daura
Daura est une zone de gouvernement local de l'État de Katsina au Nigeria,.
C'est un émirat. Le 60ème et actuel émir de Daura est Faruk Umar Faruk (en), depuis le 28 février 2007.

## Histoire
Daura est la cité ou se déroule le récit mythique fondateur des royaumes haoussa. Bayajidda après sa traversée du Sahara tue le serpent privant le peuple de l'accès à l'eau (surnommé Sarki, qui signifie « roi ») au puits Kusugu de Daura. Daurama, la reine locale, l'épouse par gratitude.

## Personnalités liées à la communauté
- Muhammadu Buhari (1942-2025), chef de l'État nigerian de 1983 à 1985, puis président de la République de 2015 à 2023.

## Source
- (en) Cet article est partiellement ou en totalité issu de l’article de Wikipédia en anglais intitulé « Daura » (voir la liste des auteurs).